# Гердон (Арканзас)
Гердон (англ. Gurdon) — місто (англ. city) в США, в окрузі Кларк штату Арканзас. Населення — 1840 осіб (2020).

## Географія
Гердон розташований за координатами 33°54′49″ пн. ш. 93°9′20″ зх. д. / 33.91361° пн. ш. 93.15556° зх. д. (33.913697, -93.155548).  За даними Бюро перепису населення США в 2010 році місто мало площу 6,61 км², з яких 6,42 км² — суходіл та 0,19 км² — водойми.

## Демографія
Згідно з переписом 2010 року, у місті мешкало 2212 осіб у 875 домогосподарствах у складі 571 родини. Густота населення становила 335 осіб/км².  Було 1068 помешкань (162/км²). 
Расовий склад населення:
| - 50,0 % — білих - 37,9 % — чорних або афроамериканців - 0,1 % — корінних американців - 0,1 % — азіатів - 10,4 % — осіб інших рас |

До двох чи більше рас належало 1,4 %. Іспаномовні складали 14,3 % від усіх жителів.
За віковим діапазоном населення розподілялося таким чином: 28,8 % — особи молодші 18 років, 57,2 % — особи у віці 18—64 років, 14,0 % — особи у віці 65 років та старші. Медіана віку мешканця становила 35,7 року. На 100 осіб жіночої статі у місті припадало 86,2 чоловіків;  на 100 жінок у віці від 18 років та старших — 88,4 чоловіків також старших 18 років.
Середній дохід на одне домашнє господарство  становив 40 467 доларів США (медіана — 36 150), а середній дохід на одну сім'ю — 44 818 доларів (медіана — 39 833). Медіана доходів становила 32 242 долари для чоловіків та 22 917 доларів для жінок. За межею бідності перебувало 26,1 % осіб, у тому числі 40,9 % дітей у віці до 18 років та 19,1 % осіб у віці 65 років та старших.
Цивільне працевлаштоване населення становило 862 особи. Основні галузі зайнятості: виробництво — 42,2 %, освіта, охорона здоров'я та соціальна допомога — 16,7 %, мистецтво, розваги та відпочинок — 11,1 %, роздрібна торгівля — 7,7 %.